# Elite Cup (hockey su pista)
L'Elite Cup di hockey su pista è un torneo istituito e organizzato dalla Federazione di pattinaggio del Portogallo. La competizione mette di fronte le squadre classificate ai primi otto posti nella stagione precedente del massimo campione nazionale.

## Albo d'oro
| Stagione  | Data                                              | Vincitore (numero vittorie)                       | Finalista perdente                                | Risultato                                         | Sede della finale/i                               |
| --------- | ------------------------------------------------- | ------------------------------------------------- | ------------------------------------------------- | ------------------------------------------------- | ------------------------------------------------- |
| 2016 (1ª) | 18 settembre                                      | Sporting CP                                       | Porto                                             | 3-1                                               | Coimbra - Pavilhão Multidesportos Dr Mário Mexia  |
| 2017 (2ª) | 7 ottobre                                         | Benfica                                           | Sporting CP                                       | 4-1                                               | Coimbra - Pavilhão Multidesportos Dr Mário Mexia  |
| 2018 (3ª) | 30 settembre                                      | Sporting CP (2)                                   | Oliveirense                                       | 5-4                                               | Portimão - Portimão Arena                         |
| 2019 (4ª) | 22 settembre                                      | Porto                                             | Sporting CP                                       | 2-2 (dts) (2-1 dtr)                               | Portimão - Portimão Arena                         |
| 2020      | Edizione non disputata causa pandemia di COVID-19 | Edizione non disputata causa pandemia di COVID-19 | Edizione non disputata causa pandemia di COVID-19 | Edizione non disputata causa pandemia di COVID-19 | Edizione non disputata causa pandemia di COVID-19 |
| 2021 (5ª) | 12 settembre                                      | Barcelos                                          | Porto                                             | 6-3                                               | Tomar - Pavilhão Jácome Ratton                    |
| 2022 (6ª) | 4 settembre                                       | Porto (2)                                         | Benfica                                           | 4-1                                               | Tomar - Pavilhão Jácome Ratton                    |
| 2023 (7ª) | 17 settembre                                      | Benfica (2)                                       | Sporting CP                                       | 4-3                                               | Tomar - Pavilhão Jácome Ratton                    |
| 2024 (8ª) | 13 ottobre                                        | Benfica (3)                                       | Oliveirense                                       | 3-2                                               | Odivelas - Pavilhão Multiusos de Odivelas         |

## Edizioni vinte e perse per squadra
| Squadra     | Vittorie | Secondi posti | Anni vittorie    | Anni secondi posti |
| ----------- | -------- | ------------- | ---------------- | ------------------ |
| Benfica     | 3        | 1             | 2017, 2023, 2024 | 2022               |
| Sporting CP | 2        | 3             | 2016, 2018       | 2017, 2019, 2023   |
| Porto       | 2        | 2             | 2019, 2022       | 2016, 2021         |
| Barcelos    | 1        | 0             | 2021             |                    |
| Oliveirense | 0        | 2             |                  | 2018, 2024         |